# Macuelizo (kommun)
Macuelizo är en kommun i Honduras.   Den ligger i departementet Departamento de Santa Bárbara, i den västra delen av landet, 200 km nordväst om huvudstaden Tegucigalpa. Antalet invånare är 25 614.